# Francesco Paolo Parenti
Francesco Paolo Parenti (Nàpols, Itàlia, 15 de setembre de 1764 - París, 1821) fou un compositor italià.
Estudià al Conservatori de la seva ciutat nadiua, i després d'haver estrenat algunes òperes a Nàpols i Roma, es traslladà a París el 1790, on el 1802 fou nomenat director de cors de l'Òpera italiana d'aquesta ciutat, on també es dedicà, per espai de molts anys, a l'ensenyament del cant.
Va compondre les òperes:
- Le vendemie
- Il matrimonio per fanetismo
- Il viggiatori felici
- Antigona
- Il re pastore
- Nitteti
- L'Artaserse
- Les deux portraits (París, 1792)
- L'homme ou le malheur (París, 1793)
- Le cri de la patrie (París, 1794)

A més, diverses misses, un Magnificat i lletanies a 4 veus amb acompanyament d'orgue.